# Oxalis cordata
Oxalis cordata är en harsyreväxtart som beskrevs av A. St.-hil.. Oxalis cordata ingår i släktet oxalisar, och familjen harsyreväxter. Inga underarter finns listade i Catalogue of Life.